# NGC 7242
NGC 7242 (другие обозначения — PGC 68434, UGC 11969, MCG 6-48-25, ZWG 513.23, ZWG 514.3) — эллиптическая галактика (E) в созвездии Ящерица.
Этот объект входит в число перечисленных в оригинальной редакции «Нового общего каталога».
В галактике вспыхнула сверхновая SN 2001ib типа Ia, её пиковая видимая звездная величина составила 15,3.